# Petrochelidon rufigula
La golondrina gorgirroja (Petrochelidon rufigula) es una especie de ave paseriforme de la familia Hirundinidae propia de África Central. Se encuentra en Angola, República del Congo, Gabón y Zambia.